# Excorallana conabioae
Excorallana conabioae är en kräftdjursart som beskrevs av Hendrickx och Espinosa-Perez 1998. Excorallana conabioae ingår i släktet Excorallana och familjen Corallanidae. Inga underarter finns listade i Catalogue of Life.